# جوزيف هنري ميدن

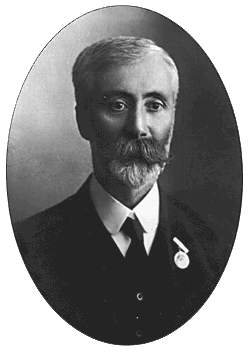
جوزيف هنري ميدن

جوزيف هنري ميدن (1859-1925) (بالإنجليزية: Joseph Henry Maiden)‏ هو عالم نبات بريطاني.